# Nome (Teksas)
Nome je grad u američkoj saveznoj državi Teksas. Prema popisu stanovništva iz 2010. u njemu je živjelo 588 stanovnika.